# Vlag van Haarlem

De vlag van de gemeente Haarlem

Historische vlag

De vlag van Haarlem is de vlag van de Noord-Hollandse gemeente Haarlem. Het dundoek is gebaseerd op het gemeentewapen.
De vlag kan als volgt worden beschreven: rood op 1/3 van de lengte van de vlag een staand wit zwaard met een geel handvat, met de punt naar boven wijzend. Boven het zwaard een wit verkort breedarmig kruis en links en rechts van het zwaard twee zespuntige witte sterren boven elkaar. Het is niet bekend wanneer deze vlag officieel als gemeentevlag is ingesteld.

## Historische vlag
Een vlag van Haarlem komt voor in een Napolitaans vlaggenboek uit 1667 dat vlaggen voor gebruik op zee beschrijft. De vlag lijkt veel op de huidige vlag, maar is eenvoudiger en toont slechts het zwaard met de punt naar beneden en twee sterren. Omdat Haarlem in de zeventiende eeuw geen haven meer was moet deze vlag ouder zijn. De vlag werd door Sierksma als volgt beschreven:
Rood, met op het midden van wit een puntig zwaard, naar beneden gericht, ter weerszijden vergezeld van een witte zespuntige ster.

## Verwant symbool

Het wapen van Haarlem